# Moritz Geiger
Moritz Geiger (Francoforte sul Meno, 1880 – Seal Harbor, 1937) è stato un filosofo tedesco.

## Vita
Geiger studiò a Monaco di Baviera dal 1898, prima diritto, poi storia e infine filosofia e psicologia con Theodor Lipps. Negli anni 1901-1902, studiò con Wilhelm Wundt a Lipsia, facendo ricerche sui problemi legati all'attenzione. 
Tornato a Monaco nel 1904 ottenne il dottorato sotto guida di Lipps. Divenne membro della cerchia degli studenti di Lipps, come Alexander Pfänder, Adolf Reinach, Theodor Conrad, Gustav Fischer, Dietrich von Hildebrand, etc. Nel 1906, Geiger trascorse un semestre a Gottinga seguendo le lezioni di Edmund Husserl. Sotto l'influenza di Husserl, compì studi intensivi e divenne parte della corrente della fenomenologia di Monaco. Conseguì l'abilitazione nel 1907. 
Assieme a Husserl, Pfänder, Reinach e Max Scheler, fu responsabile dell'edizione del Jahrbuch für Philosophie und phänomenologische Forschung. Nel 1915, divenne professore a Monaco e nel 1923, professore ordinario a Gottinga. Come vari suoi colleghi fu costretto a lasciare la Germania con l'avvento del nazismo. Nel 1933 emigrò negli Stati Uniti, andando ad insegnare al Vassar College di New York, e successivamente anche a Stanford).

## Pensiero
Negli Approcci all'estetica (1928) sviluppa un'estetica fenomenologica intesa all'analisi della nozione di esperienza estetica e fondata sulla distinzione tra piacere e felicità. Tale distinzione, caratteristica della filosofia classica, viene da Geiger precisata in termini psicologici, e all'arte viene assegnata, quale caratteristica specifica, la capacità di produrre nel fruitore felicità; nel senso che l'effetto che essa produce non è un puro sentimento soggettivo come il piacere, ma ha la propria giustificazione oggettiva nel valore dell'opera stessa, che il fruitore coglie grazie a una sorta di 'partecipazione' esistenziale.
Tra gli altri scritti: Il significato filosofico della teoria della relatività (1921); L'inconscio e la realtà psichica (1921); Assiomatica sistematica della geometria euclidea (1924).

## Allievi
Tra i suoi allievi troviamo vari personaggi celebri, quali Klaus Berger, Hans-Georg Gadamer, Walter Benjamin e Karl Löwith.